# 데이비드 로이드

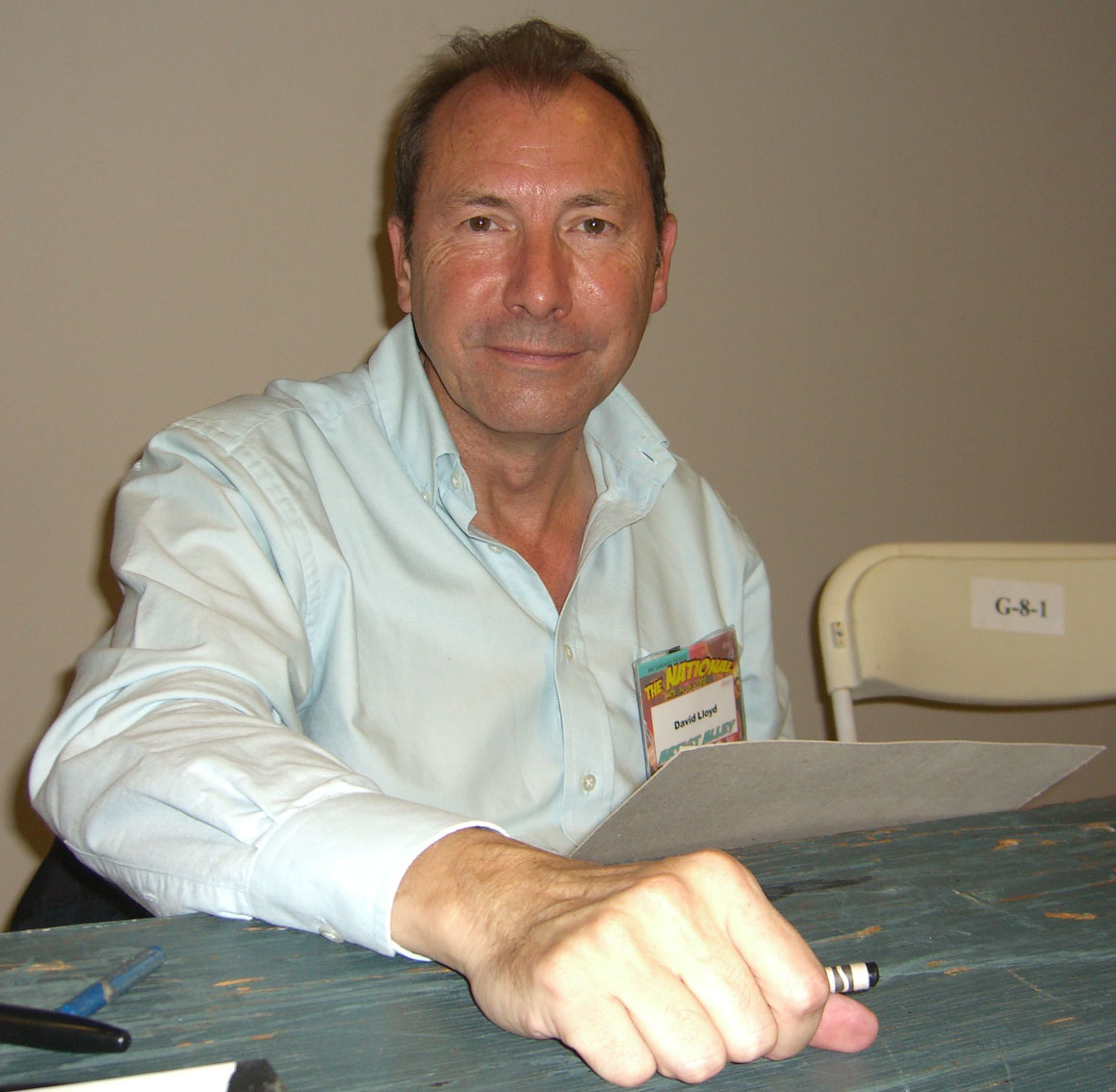
2008년 뉴욕 만화가 모임에서 로이드

데이비드 로이드(David Lloyd, 1950년 ~ )는 《브이 포 벤데타》의 일러스트 작업으로 유명한 영국의 만화가이다.

## 생애
로이드는 1970년 대 후반에 TV만화 〈공포의 저택, Halls of Horror〉과 마블 UK 사의 만화를 그리기 시작했다.